# تشارلز هيرتزبيرغ
تشارلز هيرتزبيرغ هو عسكري ومهندس كندي، ولد في 12 يونيو 1886 في تورونتو في كندا، وتوفي في 10 يناير 1944 في نيودلهي في الهند.